# Louis-François-Joseph Patouart
 (novembre 2020).
Louis-François-Joseph Patouart, né le 12 octobre 1719 à Lille et mort le 7 mars 1793, dans la même ville, est un  violoniste et compositeur français.

## Biographie
Louis-François-Joseph Patouart fut un compositeur de musique baroque français. 
En 1756, il intègre la « Grande bande » des Vingt-Quatre Violons du Roi.
Il a publié vers 1760 six sonates en ré majeur, sol mineur, la mineur, do majeur, ré majeur, la mineur, pour 2 violoncelles et basse continue. 
Louis-François-Joseph Patouart se maria le 25 mai 1744 à Lille avec  Marie Reine Béatrice d'Hennin (1718-1803). Ils auront 5 enfants, quatre garçons et une fille. L'un d'entre eux, Louis-Ange-Joseph, baptisé le 2 octobre 1745, fit carrière dans la musique comme harpiste, compositeur, arrangeur et éditeur . Il composa notamment "La  Muse  lyrique",  dédiée  à  la  Reine, œuvre qu'il publia dans un recueil d'airs avec accompagnement de guitare, édité chez Jolivet à Paris en 1775.